# Merles
Merles – miejscowość i gmina we Francji, w regionie Oksytania, w departamencie Tarn i Garonna.
Według danych na rok 1990 gminę zamieszkiwało 175 osób, a gęstość zaludnienia wynosiła 25 osób/km² (wśród 3020 gmin regionu Midi-Pireneje Merles plasuje się na 888 miejscu pod względem liczby ludności, natomiast pod względem powierzchni na miejscu 1326).